# Norðurland vestra
Norðurland vestra (islandsky  Norðurland vestra) je jednou z osmi tradičních oblastí Islandu, která se nachází v severní části ostrova. V roce 2024 zde žilo 7 294 obyvatel. Nejlidnatějším městem v regionu je Sauðárkrókur. Jednou z nejvýznamnějších lokalit v provincii je čedičový útvar zvaný Hvítserkur.